# Benkő Tibor (katonatiszt)
Benkő Tibor (Nyíregyháza, 1955. október 16. –) magyar vezérezredes, 2010. június 6-ától 2018. május 16-áig a Honvéd Vezérkar főnöke volt. 2018-tól 2022-ig honvédelmi miniszter.

## Iskolai végzettségek
- 1975–1979: Kossuth Lajos Katonai Főiskola, rakéta és tábori tüzér szak
- 1985–1988: Kalinyin Tüzér Akadémia, Leningrád
- 2000–2001: Army War College, USA
- 2004–2006: Szent István Egyetem, humán erőforrás menedzsment szakértő
- 2007–2010: ZMNE Kossuth Lajos Hadtudományi Kar, Hadtudományi Doktori Iskola. A rekonverzió, mint a professzionális haderő humánerőforrás gazdálkodásának egyik stratégiai kérdése című doktori disszertációját 2010. szeptember 2-án védte meg.[2]

## Beosztások
- 1979–1981: MN 36. Páncéltörő Tüzérezred, szakaszparancsnok, ütegparancsnok helyettes, Kiskunhalas;
- 1981–1985: MN 36. Páncéltörő Tüzérezred, ezred hadműveleti tiszt, Kiskunhalas;
- 1988–1990: 5. Hadsereg Tüzér törzs, törzstiszt, Székesfehérvár;
- 1990–1993: MH 36. Gábor Áron Páncéltörő Tüzérdandár, dandárparancsnok-helyettes, Kiskunhalas;
- 1993–1995: MH 36. Gábor Áron Páncéltörő Tüzérdandár, dandárparancsnok, Kiskunhalas;
- 1995–2000: MH 36. Gábor Áron Páncéltörő Tüzérezred, ezredparancsnok, Kiskunhalas;
- 2001–2005: MH 5. Bocskai István Lövészdandár, dandárparancsnok, Debrecen;
- 2005–2006: MH Szárazföldi Parancsnokság, parancsnok I. helyettes, Székesfehérvár;
- 2006: MH Szárazföldi Parancsnokság, megbízott parancsnok, Székesfehérvár;
- 2007–2009: MH Összhaderőnemi Parancsnokság, parancsnokhelyettes, Székesfehérvár;
- 2009–2010: MH Összhaderőnemi Parancsnokság, parancsnok, Székesfehérvár;
- 2010–2018: Honvéd Vezérkar, vezérkarfőnök, Budapest[3]
- 2018–2022: Honvédelmi Miniszter

## Nyelvismeret
- Orosz felsőfok
- Angol felsőfok (STANAG 6001, SLP 3.3.3.3)

## Elismerések, kitüntetések
- A Magyar Érdemrend nagykeresztje/katonai tagozat/ (2022)
- A Magyar Érdemrend középkeresztje a csillaggal /katonai tagozat/ (2012);
- A Magyar Köztársasági Érdemrend tisztikeresztje (katonai tagozat) (2003);
- Magyarország Honvédelmi Minisztere által adományozott Hunyadi János-díj;
- Babérkoszorúval Ékesített Szolgálati Érdemjel;
- Szolgálati Érdemjel arany fokozata;
- Haza Szolgálatáért Érdemérem ezüst fokozata;
- Haza Szolgálatáért Érdemérem bronz fokozata;
- Migrációs Válsághelyzet Kezeléséért Szolgálati Jel;
- Árvízvédelemért Szolgálati Jel;
- Árvízvédelemért Emlékérem;
- Tiszti Szolgálati Jel Babérkoszorúval ékesített fokozat (40 év után);
- Tiszti Szolgálati Jel I. fokozat (30 év után);
- Tiszti szolgálati Jel II. fokozat;
- Szolgálati Érdemérem 10 év után.
- Francia Becsületrend tiszti fokozat;
- Amerikai Egyesült Államok „Legion of Merit” parancsnoki fokozat;
- Magyarország Belügyminisztere által adományozott Szent György Érdemjel;
- 56-os Hűség a Hazához Érdemkereszt;
- Szlovák Köztársaság Védelmi Minisztériumának 1. fokozatú emlékmedálja;
- Szlovák Vezérkar Főnöki Érdemérem I. fokozat;
- Kapisztrán Szent János Arany Érdemérem;
- Székesfehérvár Megyei Jogú Város által adományozott Sipos Gyula díj;
- Tiszalök Város Díszpolgára;
- Kiskunhalas Város Díszpolgára;
- Székesfehérvár Megyei Jogú Város Díszpolgára
- Nyíregyháza Megyei Jogú Város Díszpolgára

## Kritika
2021 novemberében egy várpalotai lakossági fórumon az állításait egy rosszul forrásolt, vitatott Wikipédia oldalról vette.